# Узунларський басейн

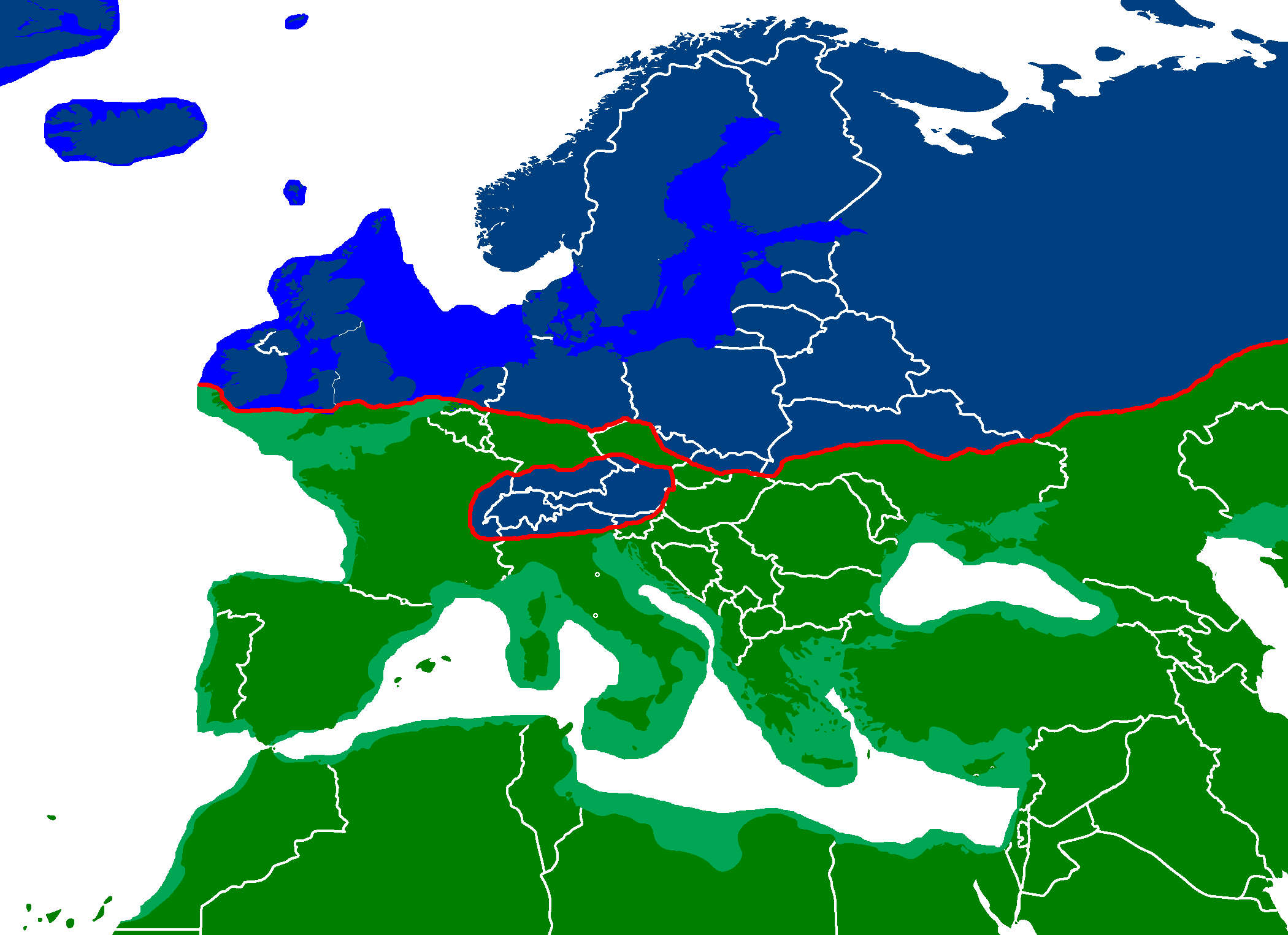
Узунларський басейн на карті Європи в плейстоцені. Показано зону розповсюдження льодовиків.

Узунларський басейн (англ. Usunlarian basin, нім. Uzunlar-Becken n) – солоний морський басейн, який існував у середньому плейстоцені на місці сучасного Чорного моря. За назвою оз. Узунларського, що на Керченському п-ові, Крим.
Узунларський басейн був більш солоним (16 ‰), ніж давньоевксинський. У південній частині басейну внаслідок осолонення водами, що проникають через Босфор, з'явилася солоноватоводна фауна, а в північній частині ще жила давньоевксинська фауна. На Кавказькому узбережжі Узунларська тераса лежить на 40-45 м вище рівня моря, а на Странджанському і Старопланинському берегах на 30-40 м вище.